# Amyntas (Sohn des Andromenes)
Amyntas (altgriechisch Ἀμύντας Amýntas; † 330 v. Chr.) war ein Gefährte (hetairos) und Feldherr Alexanders des Großen.
Amyntas war der älteste von vier Söhnen des Andromenes, seine Brüder waren Simmias, Attalos und Polemon. Die Brüder wurden bereits von König Philipp II. an den makedonischen Hof in Pella geholt, wo sie in wichtige Positionen gelangten. Attalos wurde sogar einer der Leibwächter (somatophlax) des Königs und war einer derjenigen, die 336 v. Chr. den Attentäter Pausanias töteten. Amyntas selbst wurde einer der Jugendgefährten (syntrophoi) des, aus der Herrschaft verdrängten, Königs Amyntas IV., der später von Alexander ermordet wurde. Dabei freundete er sich unter anderem mit Philotas an. Im Jahr 335 v. Chr. wird er erstmals als Anführer (taxiarchos) einer Abteilung der pezhetairoi Alexanders im Krieg gegen Theben genannt. Während des Asienfeldzugs war es Amyntas, dem im Jahre 334 v. Chr. von Mithrenes, dem persischen Kommandanten der von den Makedoniern belagerten Festung Sardes, die Festung übergeben wurde. Anschließend kämpfte er in der Schlacht bei Issos. Im Jahr 332 v. Chr. sandte Alexander, der sich in Gaza aufhielt, Amyntas nach Makedonien um neue Truppen anzuwerben. Im Spätjahr 331 v. Chr. traf Amyntas, der Alexanders Befehl übereifrig ausgeführt hatte, mit 6.000 makedonischen Infanteristen und 500 Kavalleristen, sowie 3.500 Thrakern zu Fuß und 600 zu Pferd, 4.000 peloponnesischen Söldnern zu Fuß und 380 zu Pferd und 50 neue Pagen in Susa ein.
330 v. Chr. gerieten Amyntas und seine Brüder im Zuge der „Dimnos-Affäre“ bei Alexander in den Verdacht des Hochverrats. Das Misstrauen des Königs gegenüber den Brüdern wurde zusätzlich durch einen Brief der Olympias genährt, in dem Alexander vor ihnen gewarnt wurde, wegen ihrer Freundschaft zu Philotas. Die Flucht des jüngsten Bruders Polemon aus dem Heerlager in Phrada (heute Farah) erhärtete diesen Verdacht. Amyntas verteidigte sich und seine Brüder jedoch so überzeugend, dass Alexander von ihrer Unschuld überzeugt wurde, und auch Polemon kehrte bald darauf zurück. Arrian berichtet, dass Amyntas wenig später bei der Belagerung einer Ortschaft durch einen Pfeil tödlich verwundet wurde.